# Sergio Pintor
Sergio Giovanni Pintor (Oristano, 16 novembre 1937 – Oristano, 26 dicembre 2020) è stato un vescovo cattolico italiano.

## Biografia
Nasce ad Oristano, città capoluogo di provincia e sede arcivescovile, il 16 novembre 1937.

### Formazione e ministero sacerdotale
Frequenta il ginnasio al seminario arcivescovile di Oristano, mentre il liceo e i corsi teologici presso il seminario regionale di Cuglieri.
Il 9 luglio 1961 è ordinato presbitero, nella cattedrale di Santa Maria Assunta a Oristano, dall'arcivescovo Sebastiano Fraghì.
In diocesi è viceparroco della cattedrale di Oristano, sua parrocchia di origine, e assistente diocesano della gioventù maschile dell'Azione Cattolica; successivamente ricopre l'incarico di direttore spirituale del seminario arcivescovile di Oristano.
Nel 1969 si laurea in teologia pastorale alla Pontificia Università Lateranense.
Dal 1970 al 1995 collabora con l'Ufficio catechistico nazionale della Conferenza Episcopale Italiana per la preparazione dei nuovi catechismi e per la formazione dei catechisti. Ricopre anche l'incarico di direttore dell'Ufficio catechistico dell'arcidiocesi di Oristano. È parroco della parrocchia di San Paolo Apostolo a Oristano, dal 1972 al 1973, e delegato diocesano per la pastorale ed assistente diocesano della FUCI.
Da 1981 al 1988 è canonico del capitolo metropolitano; è membro della Commissione presbiterale regionale della Sardegna, coordinatore della Scuola nazionale estiva di catechesi del Centro Dehoniano di Bologna.
Dal 1985 al 2003 è docente invitato alla Pontificia università urbaniana e docente invitato presso la Facoltà teologica pugliese, sezione di Molfetta, dal 1996. Il 24 settembre 1985 è nominato prelato d'onore di Sua Santità.
È vicedirettore dell'Ufficio catechistico nazionale, dal 1988 al 1996, anno in cui diventa direttore dell'Ufficio nazionale CEI per la pastorale della sanità; è anche segretario della Consulta nazionale per la pastorale della sanità.
Al momento della nomina episcopale è consultore del Pontificio consiglio della pastorale per gli operatori sanitari.

### Ministero episcopale
Il 29 settembre 2006 papa Benedetto XVI lo nomina vescovo di Ozieri; succede a Sebastiano Sanguinetti, precedentemente nominato vescovo di Tempio-Ampurias. L'8 dicembre successivo riceve l'ordinazione episcopale, in piazza Garibaldi ad Ozieri, dall'arcivescovo Paolo Romeo, co-consacranti gli arcivescovi Ottorino Pietro Alberti e Pier Giuliano Tiddia e i vescovi José Luis Redrado Marchite e Giuseppe Merisi. Durante la stessa celebrazione prende possesso della diocesi.
Dal 1º ottobre 2010 è membro e segretario della Commissione episcopale della CEI per il servizio della carità e la salute.
Il 16 novembre 2012, al compimento del 75º anno di età, presenta la rinuncia al governo pastorale della diocesi di Ozieri in conformità al can. 401 § 1 del Codice di diritto canonico; il 10 dicembre successivo papa Benedetto XVI accoglie la rinuncia e nomina amministratore apostolico ad nutum Sanctae Sedis Sebastiano Sanguinetti, vescovo di Tempio-Ampurias. Il 18 luglio 2015 papa Francesco nomina vescovo di Ozieri Corrado Melis, presbitero della diocesi di Ales-Terralba.
Muore a Oristano, dove si era ritirato, il 26 dicembre 2020 all'età di 83 anni. Dopo le esequie, celebrate il 29 dicembre dall'arcivescovo Roberto Carboni nella cattedrale di Oristano, viene sepolto nel cimitero della stessa città.

## Genealogia episcopale
La genealogia episcopale è:
- Cardinale Scipione Rebiba
- Cardinale Giulio Antonio Santori
- Cardinale Girolamo Bernerio, O.P.
- Arcivescovo Galeazzo Sanvitale
- Cardinale Ludovico Ludovisi
- Cardinale Luigi Caetani
- Cardinale Ulderico Carpegna
- Cardinale Paluzzo Paluzzi Altieri degli Albertoni
- Papa Benedetto XIII
- Papa Benedetto XIV
- Papa Clemente XIII
- Cardinale Enrico Benedetto Stuart
- Papa Leone XII
- Cardinale Chiarissimo Falconieri Mellini
- Cardinale Camillo Di Pietro
- Cardinale Mieczysław Halka Ledóchowski
- Cardinale Jan Maurycy Paweł Puzyna de Kosielsko
- Arcivescovo Józef Bilczewski
- Arcivescovo Bolesław Twardowski
- Arcivescovo Eugeniusz Baziak
- Papa Giovanni Paolo II
- Cardinale Paolo Romeo
- Vescovo Sergio Pintor

## Opere
- Sergio Pintor, L'uomo via della Chiesa. Manuale di teologia pastorale, EDB, 1992.
- Angelo Brusco e Sergio Pintor, Sulle orme di Cristo medico. Manuale di teologia pastorale sanitaria, EDB, 1999.
- Sergio Pintor, La formazione permanente del clero. Orientamenti e percorsi, EDB, 2001.
- Sergio Pintor, Per dire speranza, EDB, 2006.